# اوکونتو (نبراسکا)
اوکونتو(به انگلیسی: Oconto) شهری در ایالت نبراسکا کشور ایالات متحده آمریکا است که جمعیت آن در سرشماری سال ۲۰۱۰ میلادی، ۱۵۱ نفر بوده‌است.